# Johannes Georg Mohte
Johannes Georg Mohte, född omkring 1690, död 16 mars 1765 i Ängelholms församling. Han var en instrumentmakare i Ängelholms församling och stamfader till fiolmakarfamiljen Mohte.

## Biografi
Mothe arbetade 1723 violinmakare i Ängelholm på kvarter nummer 38. Han gifte sig 24 november 1723 med pigan Inger Påhlsdotter (död 1752) i Ängelholm. Mothe utbildade sonen Jöran Mohte och lärodrängen, sedermera svärsonen Jacob Hellman i fiolbyggeri. 1748 startade sonen egen verkstad och 1751 svärsonen och då finns det samtidigt tre fiolbyggare i Ängelholm. Mohte avled 16 mars 1765 i Ängelholm.
Han ägde tomt nr 37 i Ängelholm. 

## Medarbetare
- Jöran Mohte arbetade som lärling omkring 1740-1748, från 1746 arbetade han som gesäll.
- Jacob Hellman arbetade som lärodräng mellan 1748 och 1751 hos Mohte.

## Instrument

### Bevarade instrument
- 1726 - Gamba (violoncell). Signerad: Johannes Georg Motte, geigen Macher Engelholm. Finns på Historiska museet i Stockholm.
- 1733 - Gamba, Signerad: "Jean. Georg Mohte. a Engelholm. 17.33" Privat egendom
- 1735 - Gamba. Signerad: Jean George Mothe. 1920 ägdes instrumentet av direktör Fritz Ahlberg, Stockholm.